# Opération Espadon (film)
Pour les articles homonymes, voir Opération Espadon.
Pour plus de détails, voir Fiche technique et Distribution.
Opération Espadon ou Opération Swordfish au Québec (Swordfish) est film américain réalisé par Dominic Sena et sorti en 2001.
Le film met en scène Hugh Jackman, John Travolta, Halle Berry et Don Cheadle. Le premier incarne Stanley, un hacker de talent, engagé par le mystérieux Gabriel (John Travolta) et son assistante Ginger (Halle Berry), afin de créer un virus informatique. Leur but est de récupérer l'argent trouble oublié sur des comptes de l'État. En échange, Gabriel s'engage à aider financièrement Stanley pour qu'il obtienne juridiquement la garde de sa fille.
Le film reçoit des critiques majoritairement négatives et rapporte plus de 147 millions de dollars au box-office mondial, pour un budget de production de 102 millions de dollars.

## Synopsis
Dans un café, un homme évoque divers sujets, dont le film Un après-midi de chien et la nature de la diversion. En face, le l'autre côté de la rue, une prise d'otages tourne mal et cause une énorme explosion.
Quatre jours plus tôt, un homme nommé Axl Torvalds se fait contrôler à l'aéroport international de Los Angeles. Il panique et tente d'échapper aux policiers, en vain. À Washington, le sénateur Reisman apprend par son assistant qu'Axl, qui travaille en secret pour eux, a été arrêté. Interrogé par le FBI, Axl refuse de parler, malgré l'interrogatoire musclé de l'agent J. T. Roberts, spécialiste de la cyber-criminalité.
À Midland au Texas, Stanley Jobson mène une vie compliquée et vie dans un mobile home délabré. Il est liberté conditionnelle. Son ex-femme, Melissa, est alcoolique et est devenue star du porno à temps partiel à Malibu. Elle a émis une ordonnance restrictive à son encontre. Cette mesure l'empêche également de voir leur fille, Holly. Ancien hacker devenu célèbre après avoir infecté le programme Carnivore du FBI avec un virus informatique, il tente désormais de vivre dans la légalité et n'a plus le droit de toucher à un ordinateur. Il est alors approché par la séduisante et mystérieuse Ginger Knowles, qui veut lui faire rencontrer son patron, Gabriel Shear, tout aussi mystérieux. Elle lui offre 100 000 $, juste pour le rencontrer. Elle lui fait miroiter la possibilité d'obtenir davantage d'argent pour récupérer sa fille.
Durant son interrogatoire, Axl se fait assassiner par les hommes de Gabriel, dans les locaux du FBI. De son côté, Stanley rencontre enfin Gabriel. Ce dernier le force à pirater — en moins de 60 secondes — un serveur sécurisé du département de la Défense. Après ce "test d'embauche", Gabriel offre 10 millions de dollars à Stanley pour programmer un ver informatique, une « hydre », afin de faire un casse.
L'agent Roberts mène l'enquête sur la mort d'Axl et retrouve la trace de Stanley, qu'il a arrêté quelques années auparavant. Après avoir ramené Holly de l'école, Stanley se fait appréhender par Roberts. Bien que surveillant Stanley, l'agent fédéral s'intéresse davantage à Gabriel, car il n'apparaît dans aucune base de données gouvernementale. Il l'informe qu'Axl Torvalds a été tué par les hommes de Gabriel. Il conseille donc à Stanley d'être prudent. De retour chez Gabriel, Stanley découvre que Ginger est en réalité un agent de la DEA, travaillant sous couverture.
Stanley commence à travailler sur le ver. Gabriel lui révèle alors son but : détourner 9,5 milliards de dollars des caisses noires du gouvernement, issues d'une ancienne opération des années 1980 nommée "Espadon".
Depuis son domicile d'Alexandria, le sénateur Reisman prend contact avec Gabriel car il a reçu des photos de lui prises par le FBI. Gabriel le convainc de continuer leur opération secrète. Pendant ce temps, Stanley découvre  dans la luxueuse villa de Gabriel, un cadavre ressemblant à... Gabriel ! Lui et Gabriel sont ensuite pris en chasse par des tueurs envoyés par le sénateur Jim Reisman. En représailles, Gabriel tue Reisman, qui pêchait à Bend dans l'Oregon. Il fait également tuer l'assistant du sénateur. Gabriel poursuit son plan.
Stanley livre l'hydre à Gabriel et pense pouvoir partir passer du bon temps avec Holly. Gabriel lui fait alors des révélations sur les cellules noires. Cette organisation secrète a jadis été créée par J. Edgar Hoover pour attaquer les terroristes qui menacent les États-Unis.
Le lendemain, Gabriel et ses hommes s'attaquent à la World Banc, la banque abritant l'argent ciblé. De son côté, Stanley se rend chez son ex-femme pour retrouver sa fille. Il découvre alors que les hommes de Gabriel l'ont enlevée et l'ont accusé des meurtres de Melissa et de son mari.
Pour récupérer Holly, Stanley est donc contraint de participer au braquage de la banque. Gabriel et ses hommes prennent en otage employés et clients, les équipant chacun d'explosifs à billes similaires aux mines Claymore. Alors que la police et le FBI encerclent l'agence, une otage explose et cela dévaste une grande partie de la rue. Alors que l'argent est transféré, 
Stanley a secrètement inséré une porte dérobée dans son hydre qui annule le transfert d'argent après un court laps de temps. Il parvient à libérer Holly mais reste prisonnier de Gabriel. Pour le forcer à refaire le code, il menace de tuer Ginger, à moins que Stanley ne redistribue l'argent à une banque de Monte-Carlo.. Stanley s'exécute mais Gabriel tue tout de même la jeune femme, qu'il sait être un agent de la DEA.
Gabriel et ses hommes font monter les otages de la banque dans un bus et exigent qu'un avion les attende à l'aéroport local. En cours de route, le bus est soulevé par un Sikorsky S-64 Skycrane et transporté à travers la ville par l'hélicoptère. Malgré quelques imprévus, le bus est ensuite déposé sur le toit d'un gratte-ciel, où Gabriel désactive les bombes accrochées aux otages. Il tente de s'enfuir avec ses hommes survivants à bord d'un autre hélicoptère. Alors que l'agent Roberts et ses collègues arrivent sur les lieux,
Stanley abat l'hélicoptère à l'aide d'un lance-grenades, laissé par les hommes de Gabriel dans le bus.
Roberts emmène ensuite Stanley vérifier chez le légiste le cadavre qu'ils ont retrouvé. Les informations révèlent que Gabriel serait un agent du Mossad. Il découvre par ailleurs qu'il n'existe aucune trace d'une agente de la DEA nommée Ginger Knowles, et son corps n'a pas été retrouvé. Stanley reconnaît le comprend que le corps est celui qu'il a découvert plus tôt à la villa et comprend que tout cela n'était qu'une supercherie. Bien que Stanley n'ait pas révélé à la police que Gabriel et Ginger sont toujours en vie, Roberts s'arrange pour que Stanley obtienne la garde exclusive de Holly. Ils partent alors sur les routes ensemble pour visiter des lieux emblématiques choisis par la petite fille.
À Monte-Carlo, Gabriel et Ginger récupèrent l'argent volé et assistent plus tard à l'explosion d'un yacht en mer. Un reportage révèle la destruction du bateau, qui transportait un terroriste notoire. Il est précisé que c'est le troisième incident de ce type en quelques semaines.

## Fiche technique
Sauf indication contraire, les informations mentionnées dans cette section peuvent être confirmées par les bases de données cinématographiques IMDb et Allociné,  présentes dans la section « Liens externes ».
- Titre français : Opération Espadon
- Titre québécois : Opération Swordfish
- Titre original : Swordfish
- Réalisation : Dominic Sena
- Scénario : Skip Woods
- Musique : Christopher Young et Paul Oakenfold
- Photographie : Paul Cameron
- Montage : Stephen Rivkin
- Production : Joel Silver et Jonathan D. Krane
- Sociétés de production : Village Roadshow Pictures, NPV Entertainment et Silver Pictures
- Société de distribution : Warner Bros.
- Budget : 102 millions de dollars[2]
- Genre : techno-thriller, action, film de casse
- Durée : 99 minutes
- Dates de sortie[3] :
  - États-Unis : 8 juin 2001
  - France : 12 septembre 2001
- Classification[4] :
  - États-Unis : R
  - France : interdit aux moins de 12 ans

## Distribution

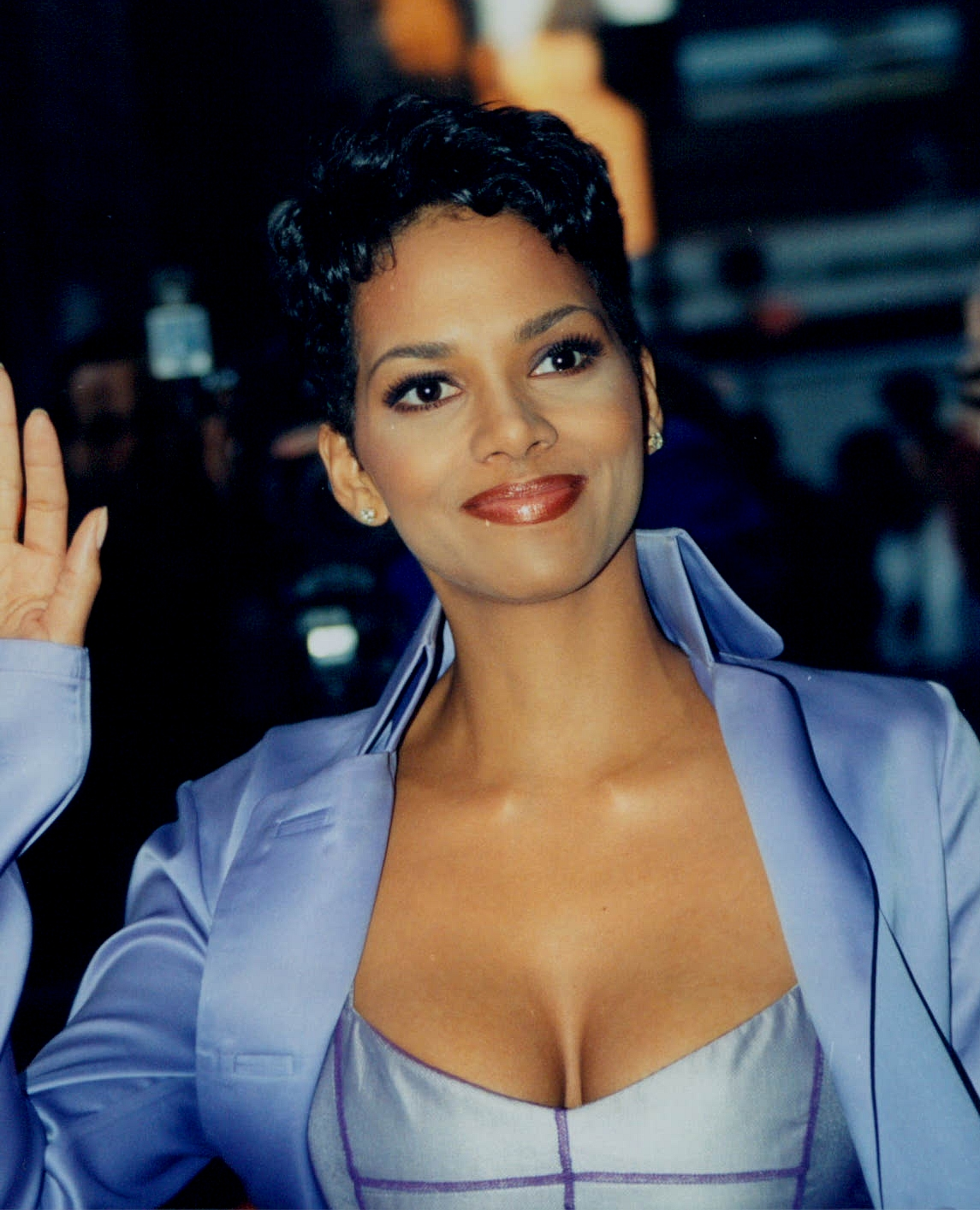
L'actrice principale Halle Berry, ici en 1997.

- John Travolta (VF : Antoine Tomé ; VQ : Jean-Luc Montminy) : Gabriel Shear
- Hugh Jackman (VF : Bernard Gabay ; VQ : Marc-André Bélanger) : Stanley Jobson
- Halle Berry (VF : Julie Dumas ; VQ : Julie Burroughs) : Ginger Knowles
- Don Cheadle (VF : Jean-Paul Pitolin ; VQ : François L'Écuyer) : l'agent Roberts
- Sam Shepard (VF : Hervé Bellon ; VQ : Jean-Marie Moncelet) : le sénateur Reisman
- Vinnie Jones (VF : Pierre-François Pistorio ; VQ : Stéphane Rivard) : Marco
- Drea de Matteo (VF : Marjorie Frantz) : Melissa
- Rudolf Martin (VF : Jurg Haring) : Axl Torvalds
- Zach Grenier (VF : Philippe Catoire ; VQ : Aubert Pallascio) : le directeur assistant Bill Joy
- Camryn Grimes : Holly Jobson
- Carmen Argenziano, Tim DeKay : des agents
- William Mapother : un homme de main de Gabriel
- Margaret Travolta : une otage
- Natalia Sokolova : une amie de Helga
- Timothy Omundson : l'agent Thomas
- Astrid Veillon (VF : elle-même) : l'employée de banque
- Tate Donovan : l'assistant du sénateur (non crédité)

Sources et légende : version française (VF) sur AlloDoublage. Version québécoise (VQ) sur Doublage Québec

## Production

### Genèse et développement
Le scénario est imaginé par Skip Woods. Warner Bros. a pris contact avec le magazine 2600: The Hacker Quarterly pour utiliser son nom. Mais le magazine spécialisé dans le hacking a refusé la proposition du studio car, à l'époque la Warner poursuivait le magazine en justice pour avoir inclus un lien vers DeCSS, un logiciel de déchiffrement de DVD.

### Attribution des rôles
John Cusack et Val Kilmer ont été pressentis pour le rôle de Stanley. Finalement, Dominic Sena a voulu Hugh Jackman, car il était à l'époque moins connu. Nick Nolte a été envisagé pour jouer le sénateur Reisman.
John Travolta a refusé à de nombreuses reprises le rôle de Gabriel. Il change finalement d'avis lorsque Dominic Sena est annoncé comme réalisateur.
Bridget Moynahan a refusé le rôle Ginger Knowles en raison de ce qu'elle considérait comme de la nudité gratuite. Le rôle sera finalement tenu par Halle Berry, suggérée par le producteur Joel Silver. Le film marque par ailleurs les débuts au cinéma de Camryn Grimes.
Ann et Margaret Travolta, sœurs de John Travolta, apparaissent brièvement dans le rôle d'otages. Leur frère Sam est également présent.

### Tournage
Le tournage a lieu de septembre à décembre 2000. Il se déroule en Californie (Los Angeles, Pasadena, Beverly Hills, Long Beach, Ventura, Palmdale, Monrovia, Santa Clarita), dans l'Oregon (Terrebonne, Smith Rock), ainsi qu'à Monte-Carlo et Nice.
À l'époque du tournage, l'explosion de la scène d'ouverture était l'effet visuel le plus complexe de l'histoire d'une production Warner Bros.. La séquence est tournée à Winnipeg avec des effets similaires à ceux de Matrix (1999) par la société canadienne Frantic Films (en). Cet effet comporte par ailleurs des effets spéciaux numériques. Elle a été filmée avec 135 appareils photo synchronisés.

### Bande originale
Albums de Paul Oakenfold
Perfecto Presents: Another World
(2000) Perfecto Presents Ibiza
(2001)
La musique du film est composée par Christopher Young et Paul Oakenfold. L'album de la bande originale, Swordfish <<The Album>>, est produit par Paul Oakenfold, sous le label Village Roadshow et Warner Bros., et distribué par London Sire Records, Inc. L'album contient 15 titres. Des extraits de la musique orchestrale de Christopher Young sont ajoutés à la bande originale officielle, mais remixés par Oakenfold. Une version plus complète, connue pour sa rareté, a été publiée pour la promotion d'une récompense.
| 1.    | Swordfish (intro)                      |                                                           | 2:44 |
| 2.    | The Word (PMT Remix)                   | Dope Smugglaz                                             | 4:31 |
| 3.    | Unafraid (Paul Oakenfold Mix)          | Jan Johnston                                              | 5:20 |
| 4.    | Dark Machine                           | Paul Oakenfold & Christopher Young                        | 7:35 |
| 5.    | New Born (Paul Oakenfold Mix)          | Muse                                                      | 5:42 |
| 6.    | Chase                                  | Paul Oakenfold & Christopher Young                        | 6:15 |
| 7.    | Harry Houdini                          | John Travolta                                             | 0:31 |
| 8.    | Kneel Before Your God                  | Lemon Jelly                                               | 2:02 |
| 9.    | Lapdance (featuring Lee Harvey & Vita) | N*E*R*D                                                   | 3:39 |
| 10.   | Speed                                  | Paul Oakenfold                                            | 3:51 |
| 11.   | Planet Rock (Swordfish Mix)            | Paul Oakenfold vs. Afrika Bambaataa & The Soulsonic Force | 7:47 |
| 12.   | Stanley's Theme                        | Paul Oakenfold & Christopher Young                        | 4:45 |
| 13.   | Password                               | Paul Oakenfold                                            | 4:09 |
| 14.   | On Your Mind (Omaha Mix)               | Patient Saints                                            | 7:16 |
| 15.   | Get Out of My Life Now                 | Paul Oakenfold & Planet Perfecto                          | 4:05 |
| 67:32 |                                        |                                                           |      |

## Sortie et accueil

### Critique
Le film reçoit des critiques globalement négatives dans la presse. Sur le site d'agrégation de critiques Rotten Tomatoes, le film obtient 26% d'avis favorables, pour 140 critiques. Le consensus suivant résumé les avis collectés : « Swordfish est un film riche en explosions, mais les critiques déplorent son manque d'intrigue et de logique. De plus, la vue d'une personne tapant sur un ordinateur n'est pas très intéressante. » Sur le site Metacritic, qui utilise une moyenne pondérée, le film obtient la note de 32⁄100 pour 33 critiques.
Dans sa critique parue dans The Washington Post, Desson Howe décrit le film comme un « un opéra d'action conçu pour susciter une appréciation du niveau de Beavis et Butt-Head, plutôt que des applaudissements mollassons de la part des critiques. » Dans The New York Times, Stephen Holden parle quant à lui d'un « film d'action fantastique méticuleusement chorégraphié et au point que j'accuserais de colporter le mal si le film n'était pas si stupide et incohérent ». Le journaliste ajoute par ailleurs « Avec son mélange blasé d'intrigues internationales bidon et d'action pour l'action, Swordfish évoque un James Bond dénué d'humour. Certes, on y trouve quelques moments d'esprit, comme la séquence d'ouverture. Mais le ton dominant, déguisé en humour, est un nihilisme sarcastique et rance, dénué de tout rire, à moins que la destruction massive et la stupidité exubérante ne soient ce qui vous titille l'esprit. »
En France, le site Allociné propose une note moyenne de 2,7⁄5 basée sur 15 titres de presse.

### Box-office
| Pays ou région     | Box-office      | Date d'arrêt du box-office | Nombre de semaines |
| ------------------ | --------------- | -------------------------- | ------------------ |
| France             | 785 222 entrées | -                          | -                  |
| États-Unis, Canada | 69 772 969 $    | 13 septembre 2001          | 14                 |
| Total mondial      | 147 080 413 $   | -                          | -                  |

## Distinctions
(en) Récompenses pour Opération Espadon sur l’Internet Movie Database

### Récompenses
- BET Awards 2002 : meilleure actrice pour Halle Berry
- NAACP Image Awards 2002 : meilleure actrice pour Halle Berry
- BMI Film and TV Awards 2002 : Christopher Young et Paul Oakenfold

### Nominations
- Teen Choice Awards 2001 : meilleur film de l'été et meilleur film que vos parents ne voulaient pas que vous voyiez
- Razzie Awards 2002 : « pire acteur » pour John Travolta (également nommé pour L'Intrus)
- Taurus World Stunt Awards 2002 : meilleure cascade automobile, meilleure cascade de spécialité et meilleur coordinateur de cascades et/ou réalisateur de 2e équipe
- Razzie Awards 2010 : « pire acteur de la décennie » pour John Travolta (également nommé pour L'Intrus, Battlefield Earth, Le Bon Numéro et Papy-Sitter)
- Golden Schmoes Awards 2001 : meilleure séquence d'action de l'année et scène la plus mémorable d'un film pour la scène d'explosion d'ouverture

## Clins d'œil
- Les noms de plusieurs personnages renvoient à des personnaliés de l'informatique. Stanley Jobson rappelle Steve Jobs. Axl Torvalds, incarné par Rudolf Martin, est un clin d’œil à Linus Torvalds, informaticien américain créateur du noyau Linux, ainsi qu'à Axl Rose. Le personnage de Zach Grenier se nomme quant à lui Bill Joy[7].
- Lorsque Gabriel recrute Stanley, il évoque le « cryptage Vernam ». Dans la vraie vie, Gilbert Vernam travaillait aux laboratoires Bell au début des années 1900 et a breveté un chiffrement spécial qui s'est finalement révélé « indéchiffrable »[7].
- Le titre original, Swordfish, est un mot de passe d'ordinateur dans les films Hackers et Traque sur Internet sortis en 1995, lui-même tiré du film Plumes de cheval (1932), dans lequel Groucho Marx l'utilise pour entrer dans un bar clandestin[7].
- Le film fait référence à Un après-midi de chien (1975) de Sidney Lumet[7].
- Un exemplaire abîmé du Neuromancien de William Gibson est visible sur le sol de la chambre de Holly. Premier roman de la trilogie de la Conurb, il raconte l'histoire d'un hacker déchu effectuant une dernière mission pour un mystérieux et puissant mécène. Ce livre a été salué par la critique et a connu un succès retentissant, établissant le cyberpunk comme un sous-genre légitime de la science-fiction. Le roman est particulièrement apprécié des hackers[7].